# Cristall uniaxial
Un cristall uniaxial és un cristall de doble refracció que només té un sol eix òptic a través del qual la llum es pot propagar sense exhibir birefringència. Els cristalls uniaxials pertanyen als sistemes tetragonal, hexagonal o romboèdric. La superfície òptica indicadora dels cristalls uniaxials és un el·lipsoide de revolució.
Quan la llum viatja a través d'aquest únic eix òptic té les mateixes propietats que en els materials isotròpics, en el sentit de que la direcció de polarització de la llum no varia en travessar el cristall. Com en totes les substàncies anisotròpiques, els índexs de refracció dels cristalls uniaxials varien entre dos valors extrems. Per als minerals uniaxials, aquests valors es defineixen com a ω (o No) i ε (o Ne); i tots els valors compresos entre aquests extrems es defineixen com a ε'. A partir dels índexs, els minerals uniaxials poden dividir-se en:
- Minerals uniaxials de signe òptic positiu (o minerals uniaxials positiu): en el cas que ω < ε.[6]
- Minerals uniaxials de signe òptic negatiu (o minerals uniaxials negatius): en el cas que ω > ε.[6]

La birefringència absoluta dels minerals uniaxials es defineix com a | ω - ε |; és a dir, el valor absolut de la diferència entre els índexs refractius extrems.